# Lúčka (okres Rožňava)
Lúčka (maďarsky Lucska) je obec na Slovensku v okrese Rožňava. V obci žije 180 obyvatel.

## Polohopis
Nachází se 19 km od Rožňavy v údolí potoka Čremošná. Vesnice sousedí s těmito obcemi : Smolník, Hačava, Hrhov, Bôrka, Kováčová.

### Vodní plochy
Na planině leží Krasové jezero. Toto jezero se tam rozprostíralo ještě i po druhé světové válce, pak se však následkem výbuchu granátů voda začala postupně ztrácet.

## Dějiny
Některé prameny datují vznik obce do arpádovské doby a na základě písemných pramenů z roku 1406 ji zařazují do Turňanskeho panství.

## Kultura a zajímavosti

### Památky
- Husitský kostel, zřícenina středověkého kostela Narození Panny Marie, jednolodní raně gotická stavba s pravoúhlým ukončením presbytáře, bez věže, z druhé poloviny 13. století. Nachází se na vyvýšenině nad obcí. Na západní straně měl představenou předsíň a sakristii na severní straně. Dnešní pojmenování vyplývá z faktu, že byl obsazen zbytky vojska Bratříků Jana Jiskry z Brandýsa, mezi nimiž bylo mnoho bývalých husitských bojovníků. Bratříci kostel opevnili stavbou kamenné zdi a dostavbou věže. Během první světové války kostelík vyhořel. V roce 1926 si věřící postavili v obci nový kostel. Starý kostel byl postupně rozebírán a osudovým mu bylo poškození během druhé světové války. Od roku 1978 probíhal v této lokalitě archeologický výzkum a následovala konzervace zdí. Fragmenty freskové výmalby však zanikly. Strážní věž u kostela byla rekonstruována a nově zastřešena. Dnes se areál bývalého kostela využívá na kulturní účely.
- Římskokatolický kostel sv. Jana, jednoduchá jednolodní stavba s polygonálním ukončením presbytáře a představenou věží z roku 1926. Kostel má hladké fasády členěné půlkruhově ukončenými okny se šambránami. Věž má obrubovou helmici.
- Reformovaný kostel, jednoduchá jednolodní stavba s pravoúhlým závěrem a představenou věží z roku 1926. Stavba zachovává tradici gemerských klasicistních sakrálních staveb. Kostel má hladké fasády, věž je ukončena trojúhelníkovými štíty a jehlancovou helmicí.

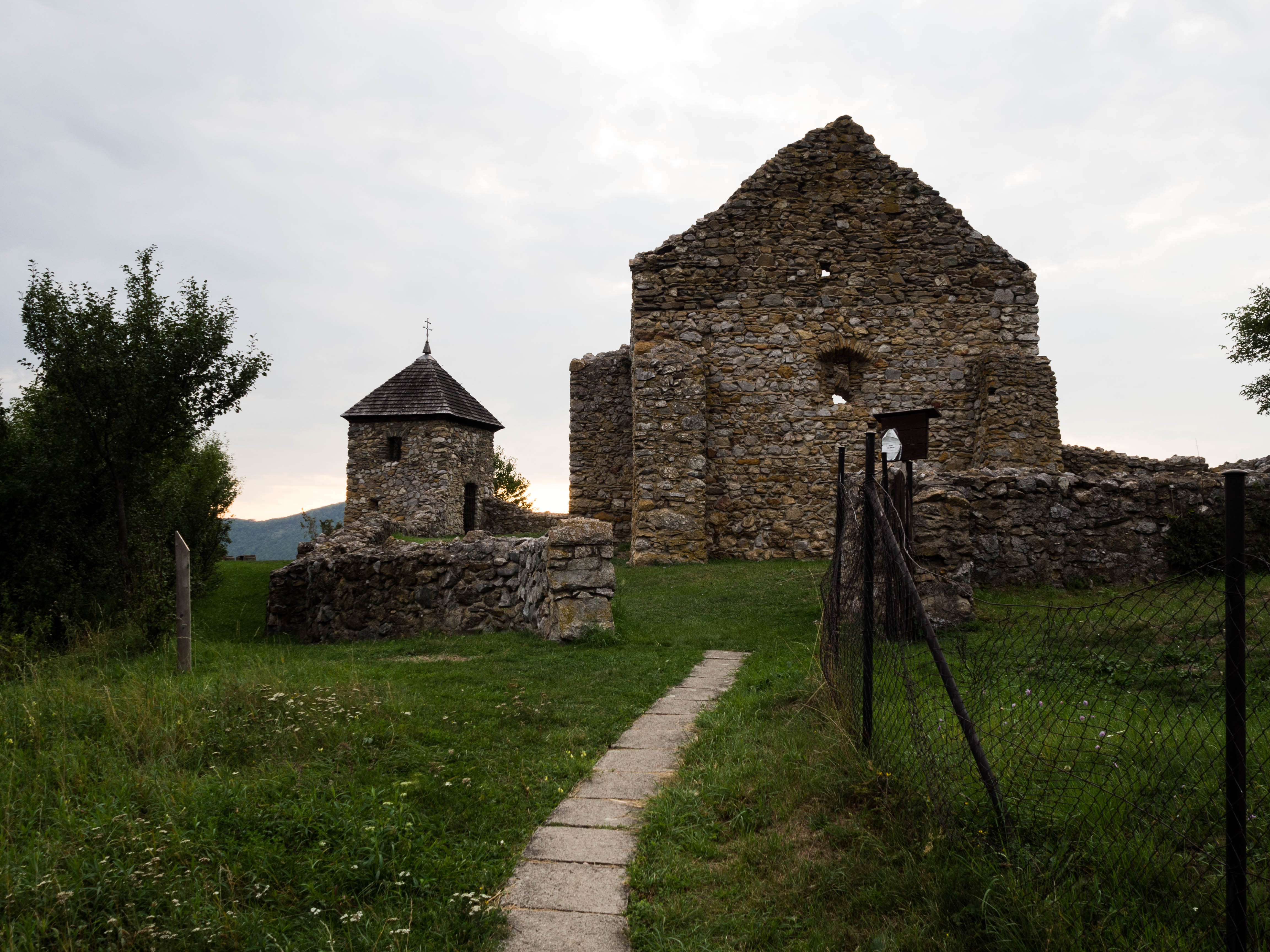
Ruiny kostela Narození Panny Marie
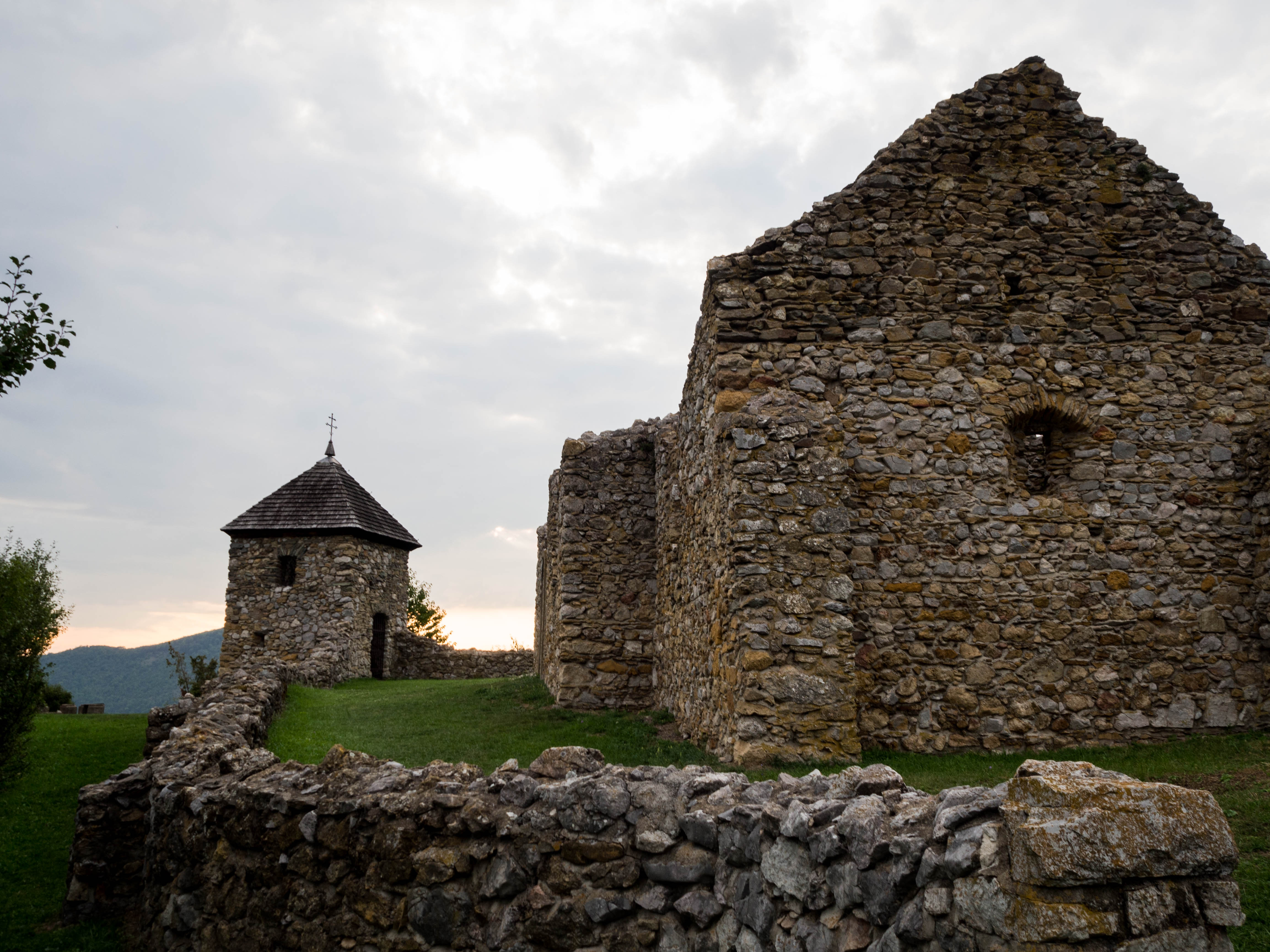
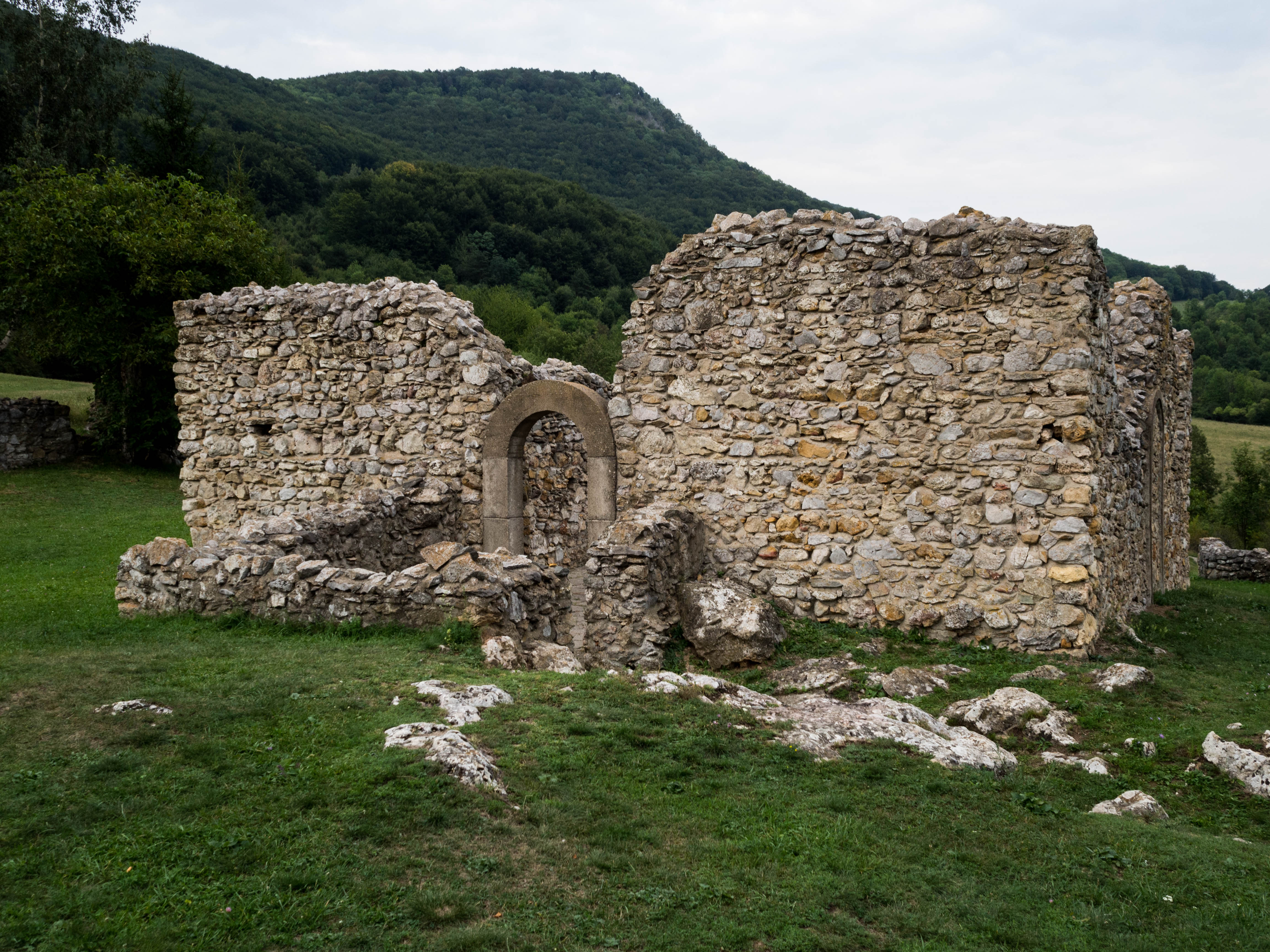